# Landgoed Klein Bylaer
Klein Bylaer is een oud boerenlandgoed van 84 hectare ten westen van Barneveld. Het gebied is genoemd naar boerderij Klein Bylaer. Het landgoed is onderdeel van het natuurgebied Het Paradijs. Ook het westelijker gelegen landgoed Groot Bylaer is onderdeel van dit natuurgebied. Het vrij toegankelijke Klein Bylaer bestaat uit een boerderij, akkers, graslanden, heide, bossen en een oorspronkelijk stelsel van waterbeheersing. Door het gebied lopen de Kleine Barneveldse Beek en de Dronkelaarse Beek. De grond van Bylaer bestaat uit zand, leem en veen. Het Geldersch Landschap & Kasteelen (GLK) verwierf Klein Bylaer in 1981 van de familie Van Hoogstraten-De Geer. De luiken van boerderij Klein Bylaer zijn dan ook geschilderd in de kleuren van Het Gelders Landschap. 

## Historie
In de laatste ijstijd bleef stuifzand liggen op de kwelkoppen met opwellend water. Hierdoor ontstonden verhogingen in de Gelderse vallei. De vele overgangen tussen laag en hoog, arm en rijk en nat en droog zorgden voor een variatie van planten en diersoorten. Vanaf de middeleeuwen werden Klein Bylaer en omgeving ontgonnen en ontstond de eerste bebouwing. De huidige bebouwing en het patroon van beken en sloten is vrijwel onveranderd gebleven met die van de oudste kaart uit 1800. Bij de met riet gedekte boerderij Klein Bylaer staat een groot vrijstaand bakhuis. Het gebied werd eind twintigste eeuw Erica-Noord genoemd, naar de dopheide die er zomers bloeide. Vanaf de tijd dat het Geldersch Landschap rond 2002 verscheidene terreinen in de omgeving van Erica verkreeg, kreeg het gebied de oorspronkelijke naam Klein Bylaer terug. Het gebied met de landgoederen Erica en Groot-Bylaer wordt door de bewoners van Barneveld het Paradijs genoemd. Het coulisselandschap oogt vanaf de Kallenbroekerweg als een bos, maar hierachter liggen akkers, houtwallen, kleinschalige akkers en graslanden en twee heideterreinen met vennen.

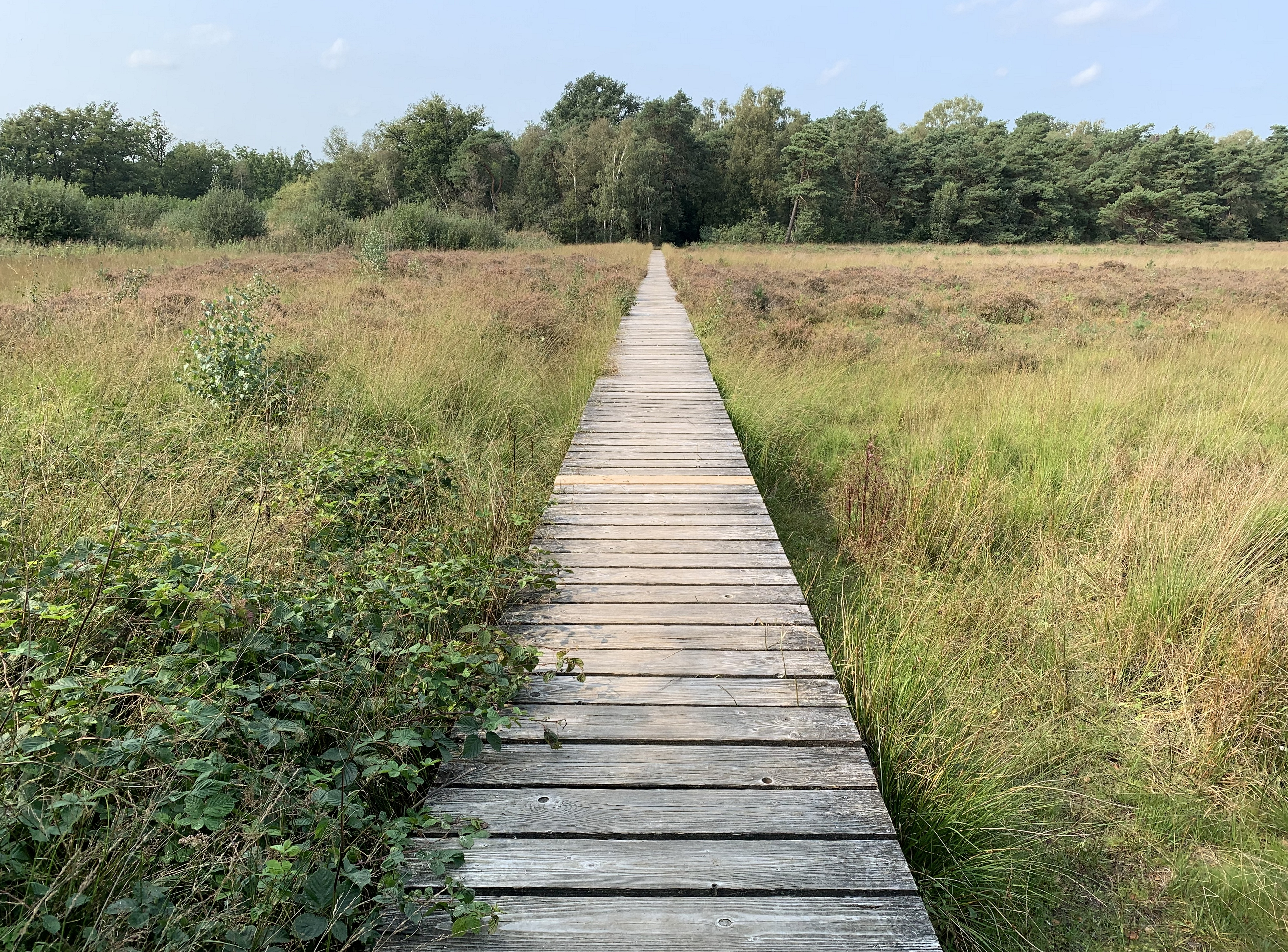
Klein Bylaer

## Vloeiweiden
In Klein Bylaer is het oorspronkelijke waterbeheersing stelsel van vloeiweiden, sprengen en beken nog als vroeger. Om het systeem van vloeiweiden te kunnen toepassen werd een dekzandrug doorgraven voor een beek. Vervolgens werden de bestaande graslandjes omringd met een laag walletje. Daarna werden sloten en greppels gegraven in de graslanden. Zo kon het grasland tijdelijk onder water worden gezet met kalkhoudend en mineraalrijk water uit de kwelkoppen. Op die manier werden mineralen aangevoerd, werden schadelijke bodeminsecten verdronken zodat de grasopbrengst steeg. Na een paar dagen liet men het water weer van de weilanden lopen. Een aantal grote ‘kwelkraters’ onder het gebied zorgt voor uitwisseling met het schone grondwater. In 2013 heeft Gelders Landschap de sloten en wallen van dit vloeiweidensysteem opnieuw zichtbaar gemaakt. 

## Flora en fauna
In het gebied komen door de vele overgangen tussen laag en hoog, arm en rijk en nat en droog veel verschillende planten- en diersoorten voor. De houtwallen en singels bestaan vooral uit hakhout van zomereik en zwarte els.
Het gebied ligt tussen 7-9 meter NAP, maar de meeste stukken zijn vochtig tot zeer nat. Bijzondere plantensoorten in het gebied zijn zonnedauw, waterdrieblad, waterviolier, klokjesgentiaan en waterlepeltje. Op de drogere stukken groeit de guldenroede.
In het gevarieerde bosgebied zijn houtsingels van zwarte els, berk en lijsterbes. Het loofbos bestaat uit eiken- en elzenhakhout. De uitlopers van afgezaagde stammen werden vroeger gebruikt door bakkers, als brandhout voor hun ovens. Het struweel biedt nestgelegenheid aan kleine vogelsoorten als winterkoning en heggenmus. Het productiebos is beplant met douglas. Langs de houtsingels groeien soorten als zwarte els, berk, lijsterbes en kamperfoelie. Op de bosrand met landgoed Groot Otelaar komen beuken hakhoutstronken voor. Op de heide van dopheide en struikheide groeien ook vliegdennen, stekelbrem, kruipbrem, moeraswolfsklauw, pijpenstrootje en zonnedauw. 
Tot de bijzondere vogels in het gebied horen de ransuil, de dodaars, de wielewaal en de ijsvogel. Bij de vennetjes leven de heikikker en veel libellensoorten.

## Beheer en onderhoud
Natte heidegebieden komen in Nederland weinig voor. Om het gebied met natte heide open te houden vindt afplagging plaats zodat de bodem schraal blijft en er geen bosvorming kan optreden. Uit cultuurhistorisch oogpunt is het beheer gericht op het behoud van hakhout. Omdat de douglasspar van oorsprong niet in dit gebied thuishoort worden deze geleidelijk gekapt om inheemse soorten als berk en lijsterbes terug te laten keren. De houtsingels worden beheerd als hakhout. Door de stammen om de paar jaar laag af te zagen kunnen zich weer nieuwe uitlopers vormen.

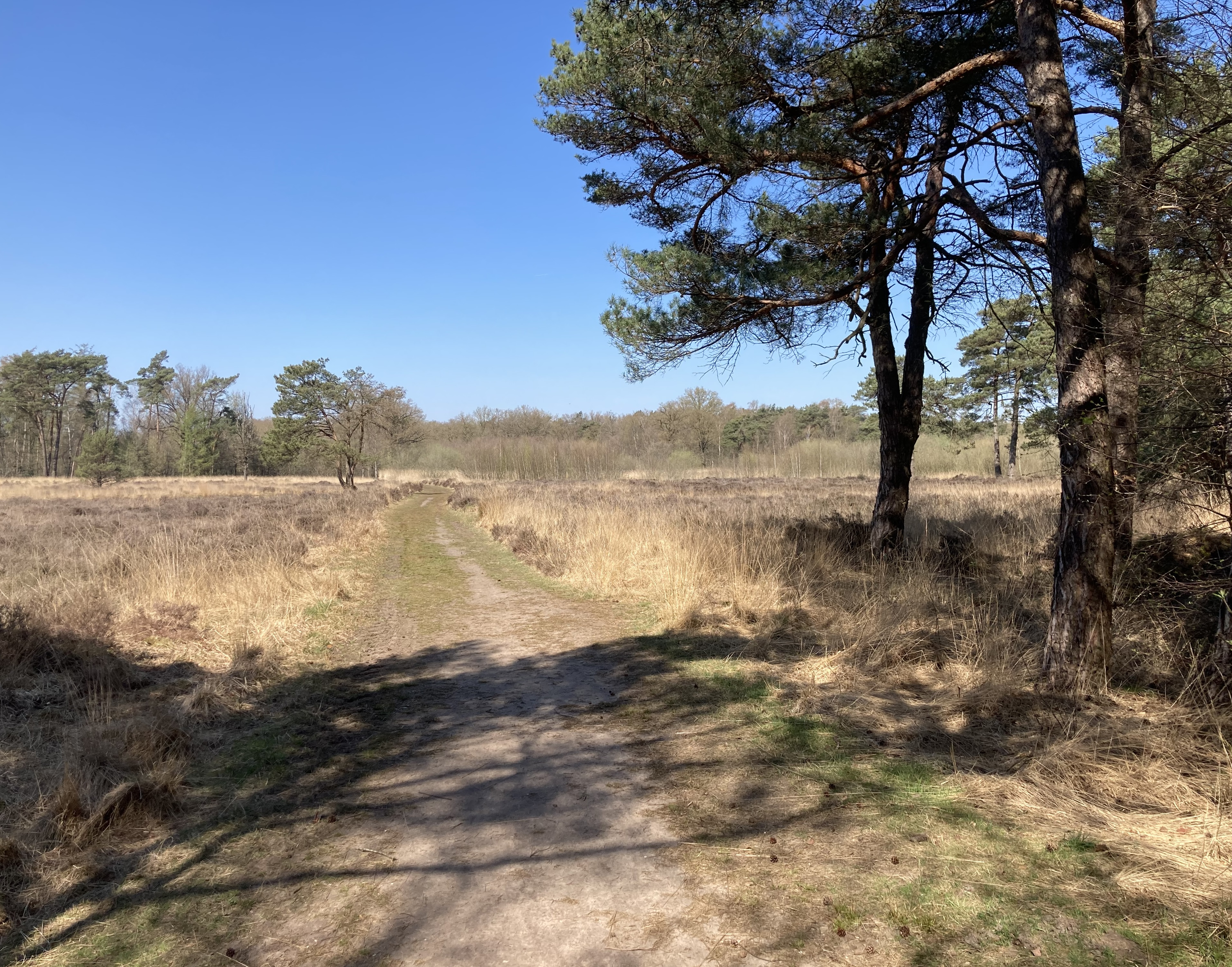
heidegebied
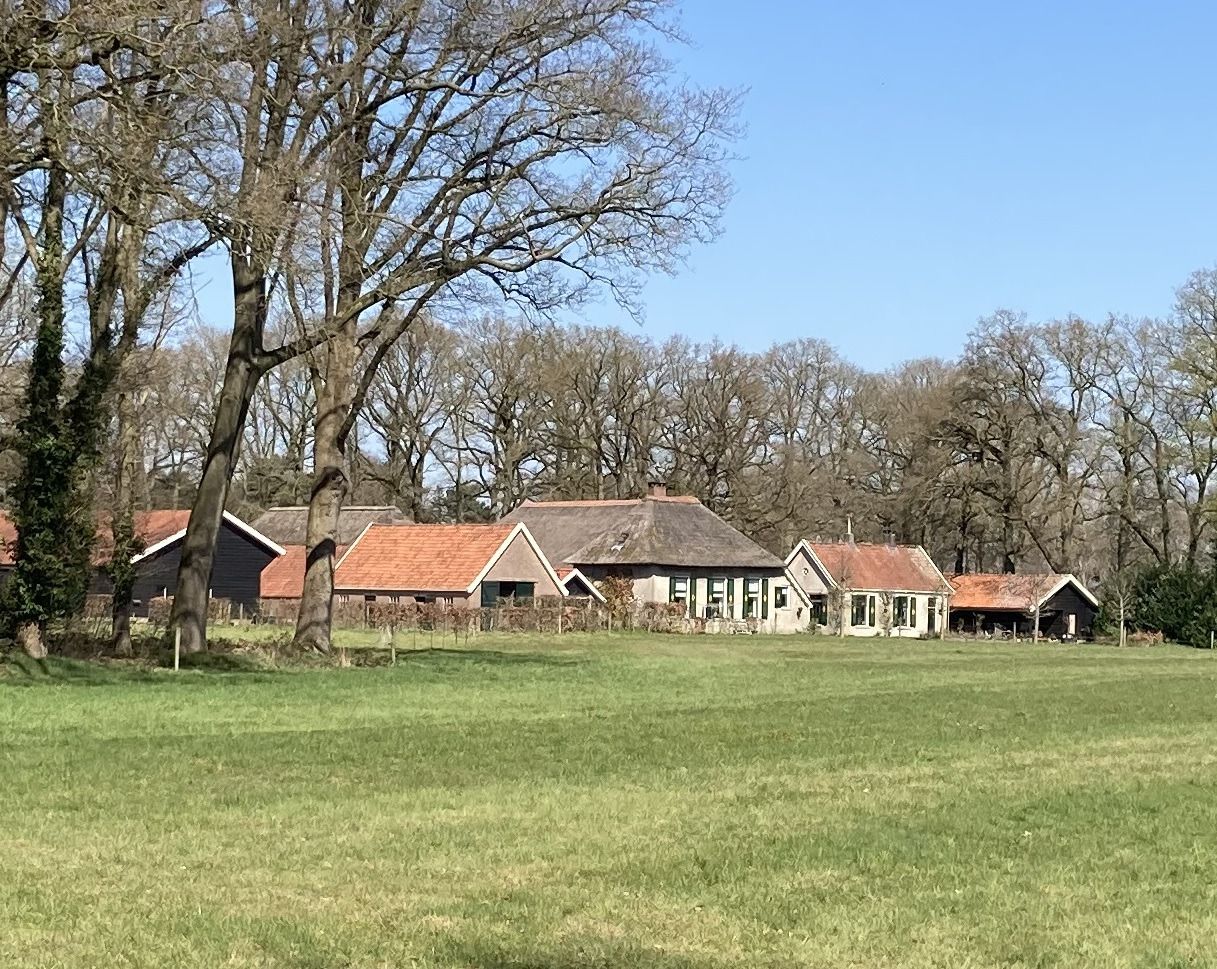
Boerderij vanaf de Kallenbroekerweg
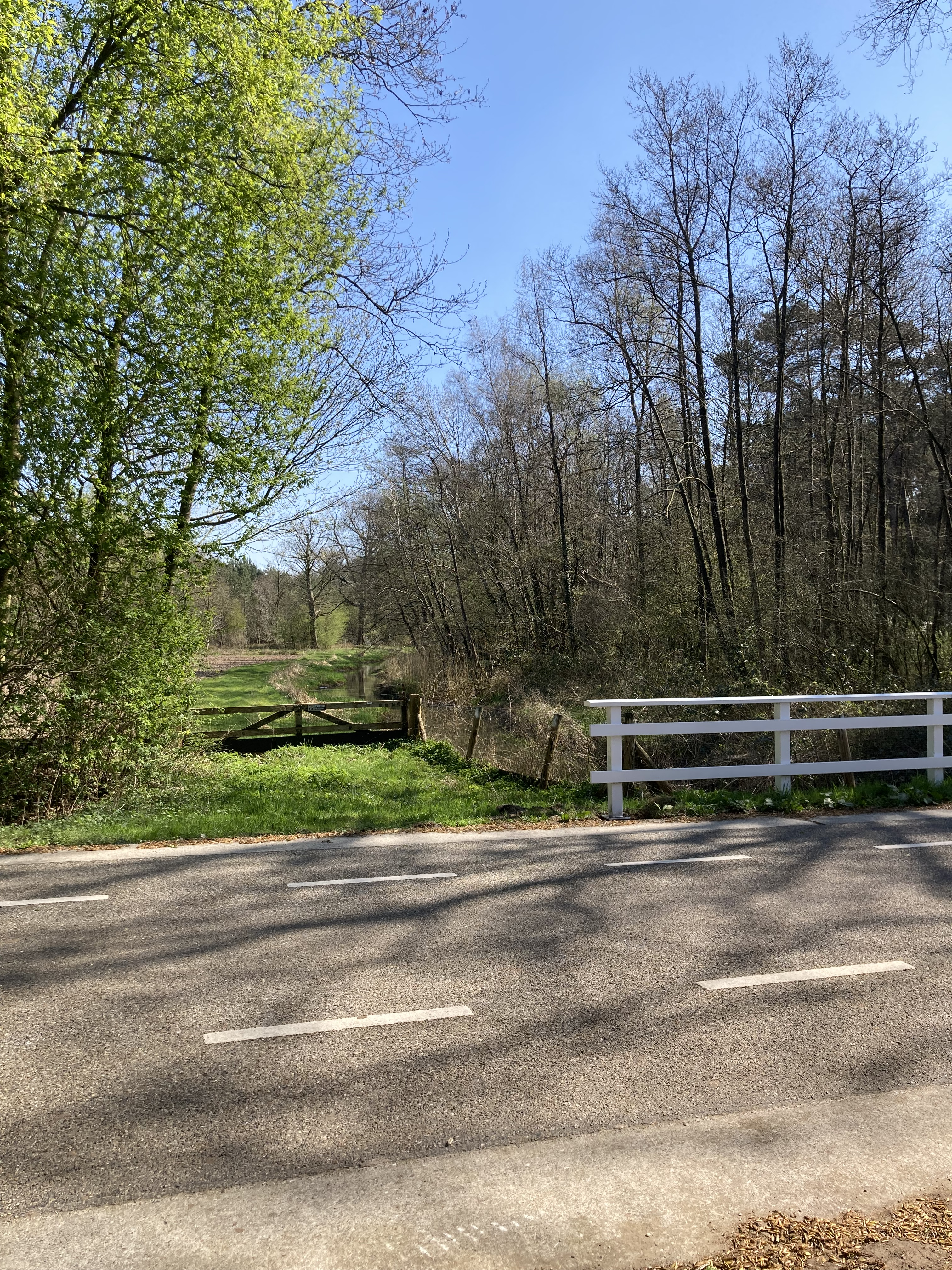
Kleine Barneveldse Beek vanaf de Kallenbroekerweg